# Попель, Авраам Дов
Авраам Дов Попель (лит. Abraomas Dovas Popelis; 1865, Кветкай, Поневежский уезд — 1923,  Мариямполе) — раввин, литовский политический и общественный деятель.

## Биография
Посещал Биржайскую, позже Эйшишкесскую и Каунасскую иешивы. С 1897 года раввин в Онушкисе (Ракишкиского уезда). В 1916 году переехал в Мариямполе и был избран местной еврейской общиной главным раввином.
С 15 мая 1920 — 13 ноября 1922 года член  Учредительного Сейма Литовской республики от  Мариямпольского избирательного округа. Принадлежал к литовской еврейской группе.